# Amastris melina
Amastris melina är en insektsart som beskrevs av Broomfield 1976. Amastris melina ingår i släktet Amastris och familjen hornstritar. Inga underarter finns listade i Catalogue of Life.